# Грифоны (баскетбольный клуб)
Грифоны (укр. Грифони) — украинский баскетбольный клуб из Симферополя. Существовал с 1993 по 2010 год. Выступал в Украинской баскетбольной лиге.

## История
Клуб «Грифоны» был основан в 1993 году и стал первым профессиональным баскетбольным коллективом на Крымском полуострове. Название отсылает к мифологическому существу, изображённому на гербе Крыма. Первоначально за симферопольский клуб играли бывшие выпускники ДЮСШ-2. Тренерский пост с момента основания занимал Вячеслав Ашурков. В 1995 году команда стала победителем первого Кубка Украины имени Александра Волкова, после чего из игроков была создана юношеская сборная Украины, выступившая на чемпионате Европы.
В 1997 году команда заняла второе место во второй лиге и начала играть в первой лиге. С 2001 года команда получила название «Орлан». Из-за финансовых причин крымчане были вынуждены вернуться во второй дивизион. Обновлённая команда вновь под названием «Грифоны» заняла 12-е место в первое лиге 2006 года.
Сезон 2007/08 в Высшей лиге крымчане завершили на десятой позиции, а в 2008 году получили право играть в Украинской баскетбольной лиге, основанной Михаилом Бродским после раскола в украинском баскетболе. Спонсором крымского клуба в этом время являлся политик и предприниматель Андрей Сенченко.
В регулярном чемпионате суперлиги сезона 2009/10 «Грифоны» проиграли все 26 игр. В плей-офф за 9-14 места команда одержала одну победу в матче против «ДнепрАзота», заняв таким образом последнее место с рекордным числом поражений по итогам сезона (32 игры). При этом весь сезон «Грифоны» играли в форме с надписями с ошибками на украинском языке — «Гріфони», «Мілэтіч», «Кэларэв». Лучшими игроками в этот период являлись американец Энтони Слэк, серб Предраг Милетич и украинец Сергей Сабутский. Также цвета крымчан защищали Ненад Чанак и Роберт Томашек.
С сентября 2008 по март 2010 года тренером являлся серб Александр Вржина, после чего у руля «Грифонов» встал украинский специалист Виталий Степановский. Издание «Крымское время» называло Вржину «самым сексуальным мужчиной Крыма». На должности директора работал В. Мамалыга. Домашней ареной команды являлся спорткомплекс Медицинского университета, вмещающий 500 зрителей.
Клуб был расформирован в 2010 году. Одной из причин стало то, что спонсор команды Сенченко принадлежал к Блоку Юлии Тимошенко, а на президентских выборах победил главный оппонент Тимошенко — Виктор Янукович.